# 明智小五郎対怪人二十面相
『明智小五郎対怪人二十面相』（あけちこごろうたいかいじんにじゅうめんそう）は、2002年8月27日にTBS系で放送されたテレビドラマである。

## ストーリー
時は第2次世界大戦末期、日本軍の勢力圏であった満州では秘密裏にとある人体実験が行われていた。それは、一人の人間の顔を、整形手術によって全く別の人間の顔へと変えるものであった。手術が終わり、顔の包帯を取られた男は驚愕する。自分本来の顔が無くなってしまったから・・・。その直後、男がいた日本軍の施設は戦闘に巻き込まれて倒壊し、彼は姿を消した。
それから時は経ち終戦後、世の中がだいぶ落ち着いてきたころ日本は怪人二十面相の話題で持ちきりだった。1948年、日本博物館に二十面相からの予告状が壁に張られていた。予告状には「国宝をすべて奪う」と書かれていた。予告状を察知した警察が日本博物館に駆けつけると…。

## 出演
明智小五郎：田村正和
鋭い推理で何度も二十面相と対決してきた名探偵。いつも冷静沈着。
怪人二十面相：ビートたけし
神出鬼没の怪盗。変装の達人で、二十の全く違う顔を持つといわれている。国宝などを奪う。
小林少年：中尾明慶
明智の助手。数々の場所で明智の手助けをする。
蛭田博士：西田敏行（特別出演）
謎の博士。戦争中に死亡したと思われる。
龍鳳斉天空：ビートたけし
話題のマジシャン。その正体は二十面相である。
吉永文代：宮沢りえ
話題のマジシャン龍鳳斉天空の助手。事故で亡くなった明智の妻と顔が瓜二つである。
中村警部：伊東四朗
明智小五郎と共に二十面相を追っている警部。
殿村浩三：山口祐一郎
明智をもしのぐ名探偵。
謎の婦人：叶美香
明智の家に訪ねてきた謎の婦人。
北小路博士：北村総一朗
日本国立博物館の館長。
篠崎未亡人：黒木瞳
ロマノフ家のダイヤを家宝にもつ未亡人。
篠崎始：村上雄太
小林少年の友人。
松野運転手：角野卓造
篠崎家の運転手。柔道三段。
相川技師：西村雅彦
明智小五郎への仕事の依頼者である技師。
相川夫人：森下愛子
相川の妻。
相川泰：三浦春馬
相川の息子。二十面相に操られ相川の機密書類を奪う。
本田刑事：温水洋一
中村警部の部下。
千代：久本雅美
明智探偵事務所のお手伝い。

## スタッフ
- 原作：江戸川乱歩「少年探偵」
- 脚本：山元清多
- 技術：本木明博
- 撮影：高越潤、田中文夫、高藤安正、矢崎勝人
- 映像：木部伸一郎
- 照明：阿部慶治、椙浦明規、荒井徹夫、鵜飼隆一郎、成田卓嗣
- 音声：内山浩、金澤康雄、植村黄弘、仲山一也
- ステディカム：佐光朗
- CG：曽利文彦、田中浩征、越智忍、星川順一郎 ほか、ファブグラフィックス
- 音響効果：伊藤誠、加藤博紀
- 選曲：山内直樹、御園雅也
- 記録：原田靖子
- 美術：石田道昭
- 美術デザイン：永田周太郎
- 美術制作：平野裟一
- コスチューム：武内修、武居守一、斎藤飛鳥
- 装飾：青木賢輔、伊藤則久、伊神誠司
- 装置：三木憲一、秋山雷太、須藤淳之、前田幸信
- ヘアメイク：中田マリコ、小林博美、大燐望美
- 特殊メイク：江川悦子、神田文裕
- 持道具：黒田淳子、岩佐麗
- イルミネーション：井上昇
- 建具：岸久雄、小久保結城
- 植木装飾：宍戸康文
- 生花：遠山徹
- 番組宣伝：清水雅哉
- インターネット番宣：内藤亜希子
- リサーチ：山下真理子
- 制作部：
- 制作デスク：
- AP：
- 演出補：
- 協力：東通、アックス、緑山スタジオシティ
- プロデューサー：八木康夫
- 演出：福澤克雄
- 制作：TBSエンタテインメント
- 製作著作：TBS